# Gravity Kills
Gravity Kills är ett amerikanskt industrial/techno/rockband, format i Jefferson City, Missouri och senare baserad i St. Louis. Bandet bildades 1994 och upplöstes 2003, men återförenades 2005.
Bandet släppte sin första singel "Guilty" 1996, tillsammans med det självbetitlade albumet Gravity Kills.
Deras låtar spelades på soundtracken till filmerna Seven och Mortal Kombat, vilket gav Gravity Kills viss uppmärksamhet. Den hörs även i en bonusvideo till spelet NHL 99, efter att man vunnit Stanley Cup.
Bandets senaste uppträdande var 23 november 2012 i St. Louis, Missouri.

## Medlemmar
Nuvarande medlemmar
- Matt Dudenhoeffer – gitarr (1994–2003, 2005– )
- Doug Firley – keyboard (1994–2003, 2005– )
- Kurt Kerns – basgitarr, trummor (1994–1999, 2005– )
- Jeff Scheel – sång (1994–2003, 2005– )

Tidigare medlemmar
- Brad Booker – trummor (2000–2003)

Turnerande musiker
- Greg Miller – trummor (1998)

## Diskografi
Studioalbum
- 1996 – Gravity Kills
- 1997 – Manipulated
- 1998 – Perversion
- 2002 – Superstarved

Singlar
- 1996 – "Guilty"
- 1996 – "Enough"
- 1996 – "Blame"
- 1997 – "Down"
- 1998 – "Alive"
- 1998 – "Falling"
- 2002 – "One Thing"
- 2002 – "Love, Sex And Money"
- 2003 – "Personal Jesus"